# 잰드로스
잰드로스(Xandros)는 운영 체제 계열 및 잰드로스 코퍼레이션이라는 기업을 둘 다 가리키는 용어이다. 잰드로스 코퍼레이션이 만든 잰드로스 데스크톱(Xandros Desktop)은 리눅스 배포판이다.
잰드로스라는 이름은 X 윈도 시스템과 그리스의 섬 안드로스에서 가져온 것이다. 현재 유명한 넷북의 공동 개발자 잰드로스는 2001년 리눅스 글로벌 파트너들(Will Roseman, Dr. Frederick Berenstein)에 의해 설립되었으며, 본사는 미국 뉴욕에 위치해 있다.
2013년 10월, 잰드로스의 웹사이트는 응답이 없으며 디스트로워치는 잰드로스를 개발 중단 상태로 명기하였다.